# Wilfred Mott
Wilfred „Wilf” Mott – postać fikcyjna związana z brytyjskim serialem science-fiction pt. Doktor Who, w którą wcielił się Bernard Cribbins. Postać ta była na początku znajomym, a później towarzyszem dziesiątego Doktora.
Wilfred po raz pierwszy pojawił się w odcinku świątecznym z 2007 roku, Rejs potępieńców, gdzie po raz pierwszy, lecz przez bardzo krótki moment spotkał Doktora. Pojawia się następnie w pierwszym odcinku 4 serii, Partnerzy w zbrodni, gdzie zostaje wyjaśnione, że jest on dziadkiem Donny Noble, towarzyszki Doktora. Pojawia się następnie w historii Manewr Sontariański / Zatrute niebo, w którym odkrywa, kim jest Doktor oraz przypomina sobie, jak go spotkał podczas świąt. W odcinku Skręć w lewo pojawia on się w alternatywnej rzeczywistości Donny, a w historii Skradziona Ziemia / Koniec podróży jest świadkiem "ukradnięcia" Ziemi i inwazji Daleków. W historii Do końca wszechświata pomaga Doktorowi przechytrzyć plan Mistrza. W historii Wild Blue Yonder po raz ostatni spotyka Doktora.

## Zakulisami
Bernard Cribbins, odtwórca roli Wilfreda Motta pojawił się wcześniej w dwóch produkcjach związanych z Doktorem Who. Pierwszym z nich był film o Dalekach z 1966 roku pt. Najazd Daleków na Ziemię, gdzie zagrał rolę towarzysza Doktora, Toma Campbella. Postać ta w tej produkcji miała zastępować towarzysza z ery pierwszego Doktora, Iana Chestertona. Drugą produkcją, w której Cribbins się pojawił, było słuchowisko wyprodukowane przez Big Finish Productions z 2007 roku pt. Horror of Glam Rock, gdzie zagrał managera zespołu muzycznego, Arnolda Kornsa.
Początkowo Wilfred miał być postacią epizodyczną dla odcinka Rejs potępieńców. Podczas kręcenia odcinka Cribbins przyniósł na plan kilka własnych rzeczy, w tym czapkę z plakietką Parachute Regiment z czasów jego służby wojskowej. 
W serii 4 powracającą męską postacią z rodziny Donny miał być jej ojciec, Geoff Noble, który był grany w odcinku Uciekająca panna młoda przez Howarda Attfielda. Jednak Attfield zmarł po nakręceniu kilku scen do odcinka Partnerzy w zbrodni, dlatego producent serialu, Phil Collinson wpadł na pomysł wprowadzenia postaci dziadka Donny, który byłby tą samą postacią, która pojawiła się w odcinku Rejs potępieńców.

## Opis postaci
W 1948 Wilfred był w 6. Dywizji Powietrznodesantowej Armii Brytyjskiej stacjonującej w Brytyjskim Mandacie Palestyny. W 2006 na ślubie swojej wnuczki, Donny był nieobecny z powodu choroby. 
Podczas świąt w 2007 roku Wilfred jak niewiele mieszkańców Londynu postanowił nie wyjeżdżać na wieś. To właśnie wówczas spotkał Doktora i Astrid, i opowiedział im o tym, dlaczego londyńczycy postanowili wyjechać z miasta w święta w tamtym roku.
Po śmierci ojca Donny, Geoffa, Wilfred wprowadza się do mieszkania Donny i Sylvii (matki Donny, a zarazem córki Wilferda). Wilfred okazuje się amatorem astronomii, lubiący spędzać całe wieczory na wzgórzu niedaleko domu, przyglądając się gwiazdom i innym obiektom niebieskim przez teleskop. Donna w odcinku Partnerzy w zbrodni nakazuje mu by w momencie zauważenia "niebieskiej budki szybującej w przestworzach" zawołał ją. Pod koniec odcinka, Wilfred zauważa na niebie niebieską budkę w środku z Donną i Doktorem, na co bardzo mocno się cieszy, bo wie, że Donna, dzięki temu realizuje własne marzenia.
W historii Manewr Sontariański / Zatrute niebo Wilfred spotyka Donnę i Doktora i wówczas sobie przypomina, że spotkał, już wcześniej Doktora, w święta w 2007 roku. W późniejszym czasie zostaje zablokowany w samochodzie z urządzeniem ATMOS, gdzie się zaczyna dławić. Ratuje go dopiero po pewnym czasie jego córka, Sylvia rozbijając przednią szybę. W odcinku Skręć w lewo zostaje ukazana alternatywna rzeczywistość, w której Donna nie spotkała Doktora i wraz ze swoją matką i dziadkiem przeżywają wszystkie skutki tego faktu. W historii Skradziona Ziemia / Koniec podróży Wilfred wraz z Sylvią jest świadkiem zmiany lokalizacji Ziemi i inwazji Daleków. W pewnym momencie mają problem z Dalekiem, który chce ich eksterminować, jednak dzięki pomocy byłej towarzyszki Doktora, Rose udaje im się przetrwać. W zamian Wilfred i Sylvia udostępniają Rose ich laptop, dzięki któremu może ona połączyć się z innymi przyjaciółmi Doktora. Jednak ze względu na brak kamerki w laptopie, Rose jedynie obserwuje konferencje. Później, kiedy Doktor przyprowadza Donne, której usunięto pamięć, Wilfred obiecuje wypatrywać go w zastępstwie za Donnę.
Wilfred ostatni raz spotyka Doktora w historii Do końca wszechświata. Wówczas wraz ze swoimi przyjaciółmi próbuje znaleźć Doktora, ponieważ zauważył TARDIS na historycznym dziele oraz spotkał tajemniczą kobietę. Kiedy udaje mu się mu go spotkać, towarzyszy jemu w jego przeciwstawianiu się działaniom Mistrza. W pewnym momencie Doktor ratuje Wilfreda przed działaniem bardzo silnego promieniowania, co w następstwie po pewnym czasie sprawi regenerację Doktora w jedenaste wcielenie. Doktor żegna Wilfreda, po czym mówi, że spotkają się jeszcze. Podczas ślubu Donny przybywa ponownie, gdzie daje Wilfredowi do przekazania Donnie wygrany kupon na loterię.
Kilkanaście lat później dochodzi do krótkiego spotkania Doktora (w czternastym wcieleniu) i Wilfreda, ze względu na wiek poruszającego się na wózku.

## Występy telewizyjne
| Historia                          | Historia                              | Data premiery                     | Źródło                   |
| Nazwa polska                      | Nazwa oryginalna                      | Data premiery                     | Źródło                   |
| Odcinki specjalne (2007)          | Odcinki specjalne (2007)              | Odcinki specjalne (2007)          | Odcinki specjalne (2007) |
| --------------------------------- | ------------------------------------- | --------------------------------- | ------------------------ |
| Rejs potępieńców                  | Voyage of the Damned                  | 25 grudnia 2007                   | [ 13 ] [ 1 ]             |
| Seria 4 (2008)                    |                                       |                                   |                          |
| Partnerzy w zbrodni               | Partners in Crime                     | 5 kwietnia 2008                   | [ 14 ] [ 2 ]             |
| Manewr Sontariański Zatrute niebo | The Sontaran Stratagem The Poison Sky | 26 kwietnia - 3 maja 2008         | [ 15 ] [ 16 ] [ 3 ]      |
| Skręć w lewo                      | Turn Left                             | 21 czerwca 2008                   | [ 17 ] [ 4 ]             |
| Skradziona Ziemia Koniec podróży  | The Stolen Earth Journey’s End        | 28 czerwca - 5 lipca 2008         | [ 18 ] [ 19 ] [ 5 ]      |
| Odcinki specjalne (2008-2010)     |                                       |                                   |                          |
| Do końca wszechświata             | The End of Time                       | 25 grudnia 2009 - 1 stycznia 2010 | [ 20 ] [ 21 ] [ 6 ]      |
| Odcinki specjalne (2023)          |                                       |                                   |                          |
| Wild Blue Yonder                  | Wild Blue Yonder                      | 2 grudnia 2023                    | [ 7 ]                    |